# Gurabo
Gurabo – miasto w Portoryko, w gminie Gurabo. Według danych szacunkowych na rok 2008 liczy 8 775 mieszkańców. Zostało założone w 1815.